# Omacnica spichrzanka
Omacnica spichrzanka, mklik rodzynkowiec (Plodia interpunctella), potocznie: mól spożywczy lub mól kuchenny – motyl nocny (ćma) z rodziny omacnicowatych, szkodnik domowy. Żeruje zwłaszcza na suchych pokarmach, takich jak cukier, kasza, mąka i otręby.
Pokrój
Skrzydła o rozpiętości 14–18 mm, przednie w nasadowej części żółtawe, pozostała część jest brunatnoczerwona z szaroniebieskimi, poprzecznymi paskami lub ciemnoczerwona, tylne szaroniebieskie, przeświecające. Jaja białe, okrągłe, o wymiarach 0,6×0,4 mm. Głowa gąsienic brązowa, ciało białe, w miarę rozwoju nabiera barwy czerwonej, zielonej, pomarańczowej, w zależności od spożywanego pokarmu. Poczwarka brązowa o długości 7 mm, w mocnym oprzędzie.
Cykl życia
Dorosła forma aktywna nocą, żyje w temperaturze pokojowej około 14 dni, nie pobiera pokarmu. Jaja (od 40 do 400, średnio 170) składane są na pokarm (głównie produkty sypkie) pojedynczo, w łańcuchach lub w grupkach. Gąsienice wykluwają się w temperaturze pokojowej po około 8–10 dniach, żerują w produktach spożywczych w oprzędach z lepkiej nici, która zbiera produkty sypkie w bryły. Okres larwalny obejmujący 5 stadiów i w zależności od warunków trwa od 13 do 288 dni. Gąsienice potrafią przegryźć opakowanie z folii polietylenowej o grubości 0,7 mm. Badania wskazują, że symbiotyczne bakterie jelitowe larw potrafią w pewnym stopniu rozkładać polietylen.
W optymalnych warunkach okres żerowania gąsienic trwa 3 tygodnie, w niesprzyjających warunkach mogą zapaść w diapauzę. Przepoczwarzenie następuje w trudno dostępnych miejscach (szpary, zgięcia opakowań). Poczwarki trwają 11–13 dni.
Występowanie
Gatunek stosunkowo wytrzymały na niskie temperatury, umie przetrwać w nieogrzewanych pomieszczeniach. Spotykana w zakładach produkujących artykuły spożywcze (młyny, piekarnie, magazyny, sklepy) oraz w mieszkaniach. Żeruje na ziarnach zbóż i ich przetworach, wyrobach cukierniczych, nasionach roślin, ziołach, czekoladzie, paszach, orzechach, suszonych warzywach i owocach. Produkty, na których żeruje, zanieczyszcza odchodami, przędzą i martwymi owadami.
Zwalczanie
W zakładach przemysłowych dezynsekcje środkami chemicznymi lub za pomocą promieni podczerwonych i ultrafioletowych, w warunkach domowych możliwe wymrażanie (–15 °C) i wygrzewanie (50–52 °C). Zanieczyszczone produkty sypkie należy przesiać, a w razie dużych zanieczyszczeń wyrzucić lub przeznaczyć na karmę dla ptaków.

## Galeria

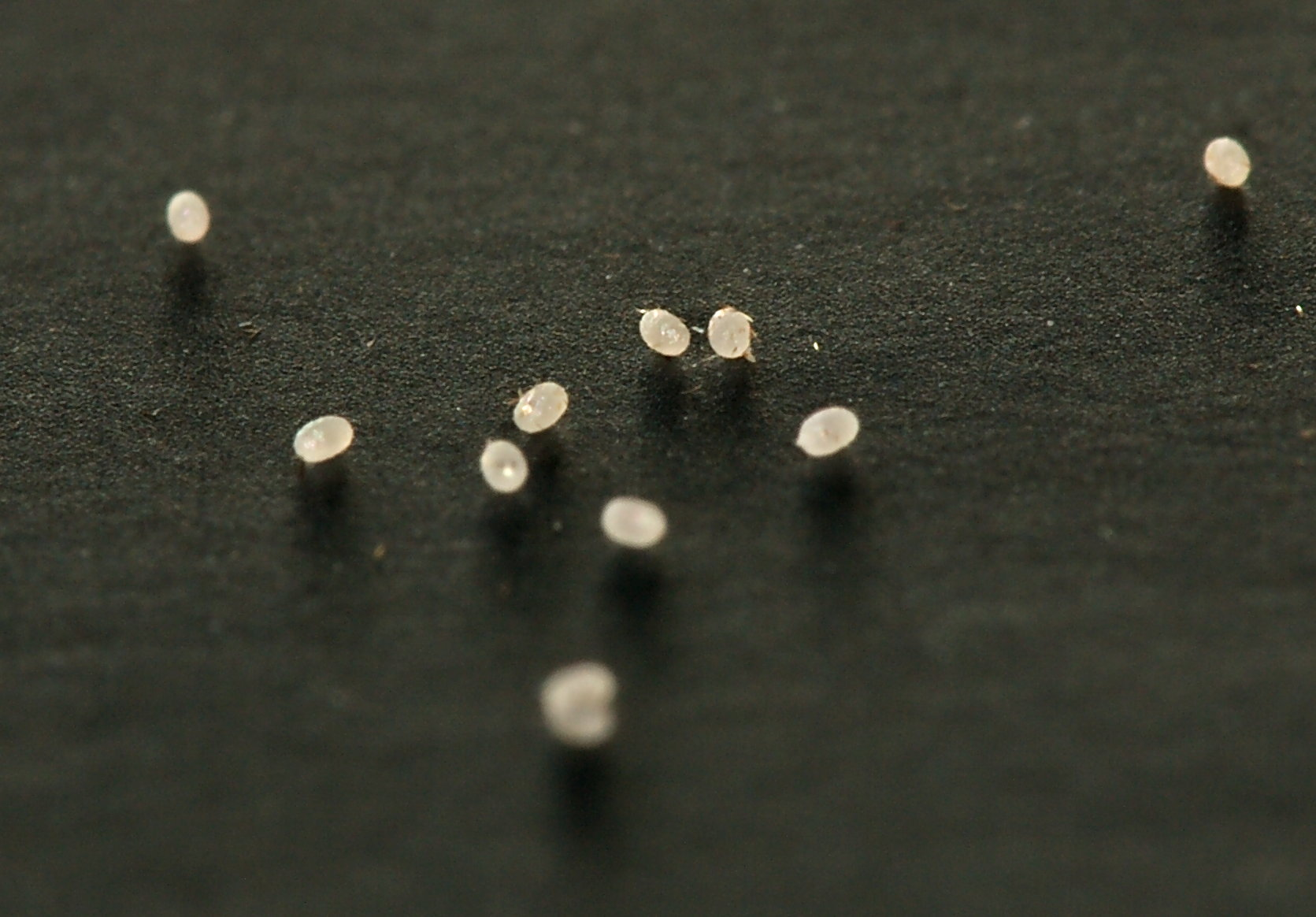
Jaja
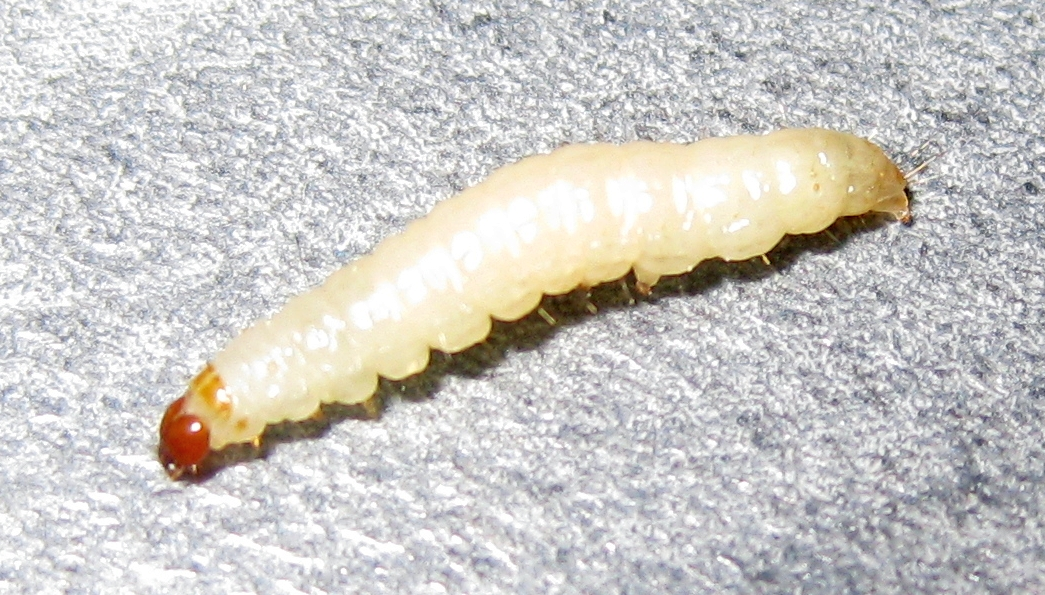
Gąsienica
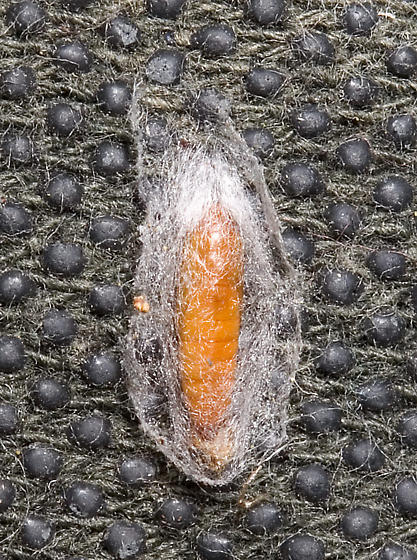
Poczwarka w oprzędzie
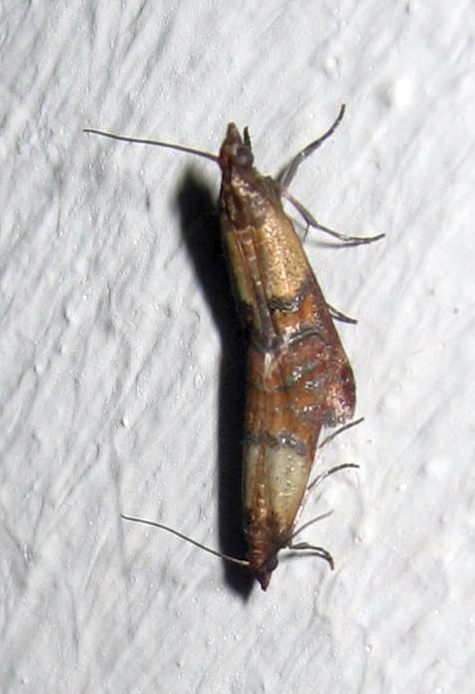
Kopulująca para